# Drapeau de la Nouvelle-Écosse
Le drapeau de la Nouvelle-Écosse est une bannière basée sur le drapeau de l'Écosse et le drapeau royal Écossais. 

## Description
Le drapeau de cette province canadienne, un sautoir bleu sur fond blanc, est une inversion des couleurs du drapeau de l'Écosse (un sautoir blanc, la croix de saint André, sur fond bleu), portant l'écu héraldique des armoiries de l'Écosse, un écu or avec un lion rouge entouré d'une bordure double décorée de fleurons.
C'est le premier drapeau dans les pays du Commonwealth à être octroyé par une charte royale, en 1929.